# Medici.tv
medici.tv est une plateforme de streaming spécialisée dans la musique classique et dans le jazz créée en 2008. Elle diffuse plus de 150 concerts live par an. 

## Activité
La plateforme diffuse des interprétations et dispose d'un catalogue de plus de 4000 VOD.

## Historique
Après avoir filmé et diffusé des directs du festival de musique classique Verbier Festival en 2007, la plate-forme vidéos medici.tv est officiellement lancée en mai 2008.
En 2009, medici.tv obtient aux Midem Classical Awards le prix de l'internet 2008.
En 2013, le site medici.tv a enregistré 1,5 million de visiteurs uniques.
Fin 2014 marque pour medici.tv le début des diffusions en direct depuis la salle de concert new-yorkaise Carnegie Hall,. Du 15 juin au 3 juillet 2015, medici.tv a retransmis en direct l'intégralité du XV Concours International Tchaïkovski. En 2017, medici.tv diffuse en direct le retour de Martha Argerich au Carnegie Hall après 10 ans d'absence.
A l'occasion des 25 ans du Verbier Festival en juillet 2018 medici.tv organise sur sa plateforme une "Folle Journée" .   
En 2020, le Groupe Les Échos-Le Parisien (filiale du groupe LVMH) acquiert 50% des parts de la plateforme medici.tv. La plateforme rejoint alors le pôle musique du groupe comprenant Radio Classique et la chaîne de télévision Mezzo.   